# Katharina Woschek
Katharina Woschek (* 30. Mai 1988 in Oppeln, Polen) ist eine deutsche Schauspielerin.

## Leben und Wirken
Aufgewachsen ist Katharina Woschek in Breckerfeld in der Nähe von Hagen.
Einem breiteren Publikum wurde sie bekannt durch ihre Rolle der Marie Adler in der ARD-Vorabendserie Marienhof. Sie beherrscht vier Sprachen, Deutsch und Polnisch sowie zusätzlich Englisch und Französisch.

## Fernsehrollen
- Das Familiengericht
- Das Jugendgericht
- 2008–2009: Marienhof
- Niedrig und Kuhnt – Kommissare ermitteln
- Zwei bei Kallwass
- 2012–2013: Alles was zählt